# Neobenedenia
Neobenedenia  este un gen de platelminți paraziți din clasa Monogenea.
Specia cea mai comună, Neobenedenia melleni, provoacă boli problematice în acvariile publice. A fost numită după ihtioloaga Ida May Mellen (1877–1970), care a lucrat la Acvariul din New York între 1916 și 1929.